# Козел альпійський
Козел альпійський (Capra ibex) — вид ссавців ряду оленеподібних з роду козлів (Capra), поширений в Альпах. Інколи його називають «козоріг» (проте «козоріг» — це інший рід підродини козлових — Capricornis).

## Зовнішній вигляд
У середньому альпійський гірський козел досягає довжини до 150 см і висоти в загривку близько 90 см. Самки важать приблизно 40 кг, а самці можуть важити до 100 кг. Самці мають великі вигнуті роги довжиною до 1 м, проте у самок є тільки короткі, ледве зігнуті ріжки. У обох статей є борідка. Влітку у самців забарвлення вовни темно-коричневе, а у самок трохи червонувате або з золотистим відтінком. Взимку у обох статей сіре.

## Поширення
Козоріг мешкає в Альпах на межі лісу і сніжних вершин. Він може підійматися до 3500 метрів над рівнем моря. Взимку зазвичай живе нижче ніж влітку, проте і влітку може спускатися на альпійські луки у пошуках їжі. Ночує переважно високо в горах.

## Поведінка

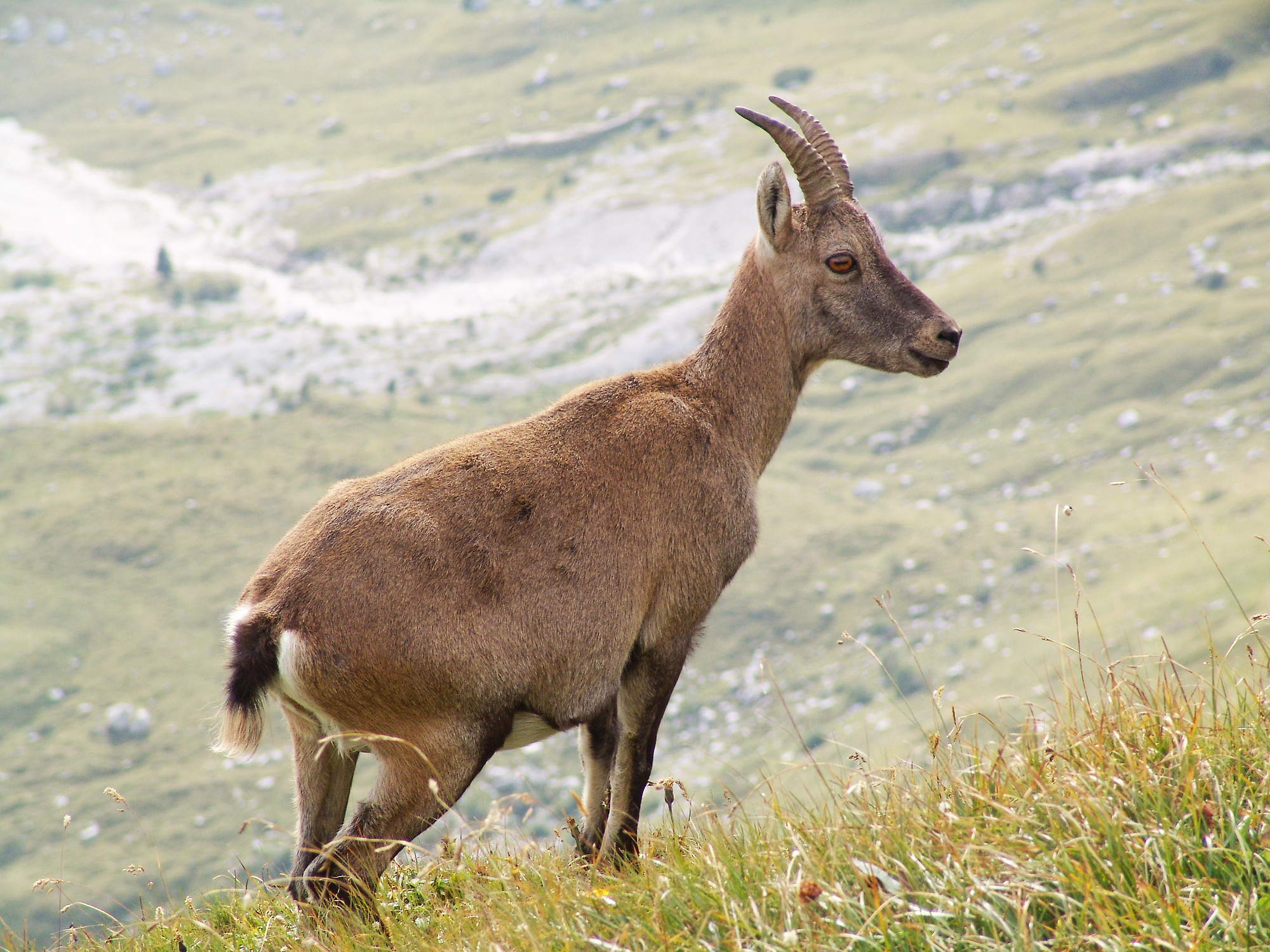
Самиця альпійського козла

У більшості випадків стадо альпійських гірських козлів складається з 10-20 самок і дитинчат. Крім них існують менш стійкі стада молодих «неодружених», а також самотніх зрілих самців. У шлюбний період, в Альпах він триває з грудня до січня, самці намагаються встановити своє панування над стадом самок. З цієї причини змагання між козлами нерідко доходить до поєдинків. Щоб перемогти у такому поєдинку і мати можливість паруватися із самками, самець має досягти віку як мінімум шести років. Протягом всієї зими самець перебуває у стаді і покидає його навесні.
Після вагітності, що триває від п'яти до шести місяців, самка в травні або червні народжує одного, зрідка двох, дитинчат. Дитинча вміє триматися на ногах вже з першого дня, але залишається з матір'ю і харчується молоком ще близько року. Тривалість життя альпійського гірського козла може досягати 20 років.

## Систематика

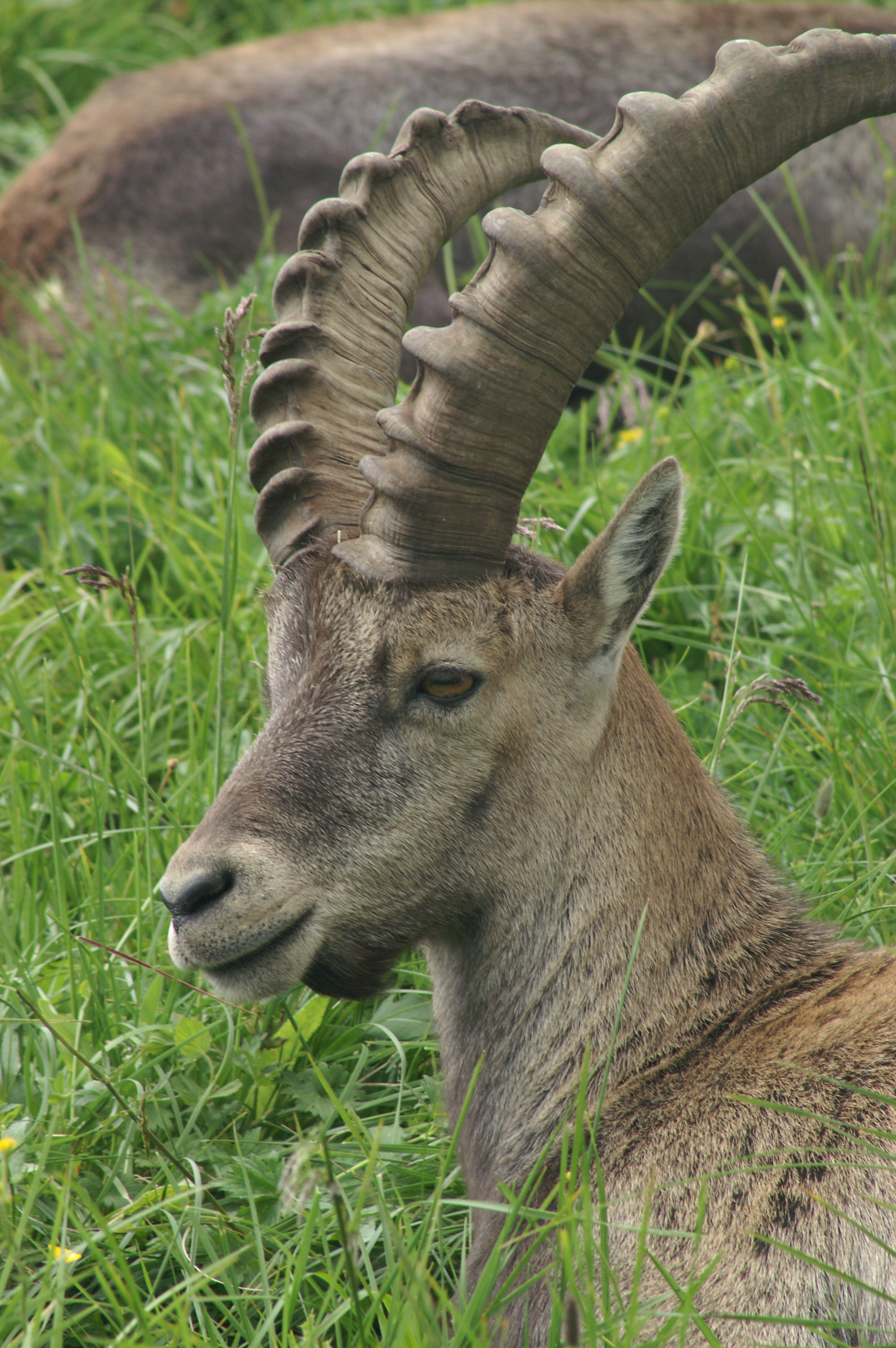
Голова козла альпійського

Козел альпійський є одним з кількох видів роду Capra якого інколи ще називають «козорогом». Він є близьким родичем козла сибірського (Capra sibirica), а також нубійського козла (Capra nubiana), якого раніше об'єднували з альпійський козлом. Інші види козлів ближчі до козла звичайного (Capra hircus).

## Харчування
Альпійський козел — рослиноїдна тварина. 82-94% раціону складають трав'янисті рослини. Види трав, які найчастіше вживаються в їжу: мітлиця, овес, куничник, костриця, тимофіївка, тонконіг, сеслерія, трищетинник. Взимку і навесні козел поїдає також гілочки і листя таких чагарників, як вільха зелена, ліщина звичайна, ялівець звичайний, рододендрон альпійський і верба трав'яна; мохи та лишайники, а також хвою та кору молодих дерев (ялиця, модрина європейська, ялина європейська та сосна гірська). Якщо листя та пагони недоступні, вони часто стають на задні лапи, щоб дістатися до цієї їжі.

В горах цим ссавцям бракує мінеральних солей. Мешканка Італії Федеріка Грассі розповідає: 
«Я бачила, як 15-25 кіз забралися на дамбу одночасно. Інші кози стояли біля підніжжя греблі. При цьому гребля була дуже висока — місцеві люди сказали, що близько 50 метрів у висоту — і дуже стрімка, майже 90 градусів. Кози забиралися на своїх копитцях, наче ті були гумовими та буквально присмоктувалися до стіни. І все це вони робили виключно заради того, щоб полизати стіни та злизати сіль».

## Козоріг і людина
У давнину і в Середні віки козоріг був об'єктом сильної містифікації, внаслідок чого всі його вживані частини — від крові і волосся аж до екскрементів — використовувалося в медицині проти всіляких хвороб. Все це майже призвело до вимирання козорогів в Європі. На початку XIX століття чисельність козорогів у всьому альпійському регіоні ледь перевищувала 100 особин, які збереглися головним чином в італійському Гран-Парадізо. Лісник Йозеф Цумштайн і природознавець Альберт Гіртаннер змогли переконати владу в 1816 році охороняти останніх козорогів в Гран-Парадізо. У 1854 році король П'ємонту і Сардинії Віктор Еммануїл II взяв козорогів під особистий захист. Завдяки успішній програмі по заселенню козорогами Альпійських гір, вони сьогодні знову зустрічаються в багатьох частинах свого споконвічного ареалу розповсюдження. Всі сьогоднішні козороги походять від тих збережених 100 тварин (див. також ефект пляшкового горла).
Попри те, що Швейцарія просила продати їй козорогів, Віктор Еммануїл II не дозволяв їх вивезення. Перші тварини були контрабандою ввезені до Швейцарії лише в 1906 році. Сьогодні їх популяція досить численна. З 1977 року дозволено навіть контрольований відстріл козорогів. У цілому, чисельність козорогів в Альпах сьогодні становить від 30 до 40 тисяч тварин. Заселення козорогами нових місцевостей зустрічає схвалення у місцевих жителів, оскільки їх наявність вигідна для туристичного маркетингу альпійських курортів.

## Цікаві факти
Версія 8.10 операційної системи Linux Ubuntu отримала назву «Безстрашний Козоріг» (Intrepid Ibex).